# 공격수
축구에서 공격수(攻擊手, forward, striker)는 다른 포지션에 비해 골을 터뜨려야 하는 임무를 맡고 있고, 골을 기록하는 경우가 많기 때문에, 보통 많은 축구팀에서 가장 인기가 많고 가장 높은 연봉을 받는다. 공격수는 팀의 승리에 결정적인 영향을 끼치기 때문에, 대우가 좋은 반면 골 기회를 무산시켰을 경우에는 많은 비난에 시달리는 포지션이다. 이 포지션의 선수 유형에 필요한 자질은 슈팅력과 정확성, 그리고 어떠한 상황에서도 침착하게 골을 성공시키는 결정력이 필요하다.

## 센터포워드

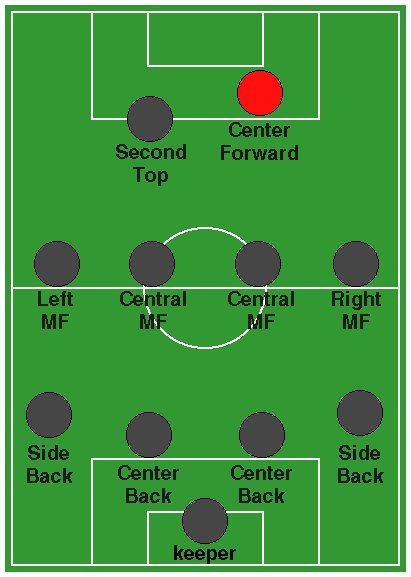
중앙 공격수 위치

센터포워드(영어: center-forward) 즉 중앙 공격수의 가장 기본적인 임무는 득점을 하는 것이다. 이 포지션의 선수는 몸싸움과 헤더, 위치선정, 슈팅 능력이 뛰어나야 하고, 스스로 득점 기회를 만들어 득점하기도 하며, 패스를 받아 득점하기도 한다. 득점이 최우선 임무인만큼, 그 빈도 수를 높이기 위해 상대방 골대와 가장 가까운 곳에 주로 위치한다.
상대 수비수들과 경합하며, 때로는 동료 선수의 숏패스나 롱패스, 크로스를 받아 패스나 헤딩으로 동료에게 연결 해주어 득점을 돕기도 한다. 또한 상대 수비수를 끌고 다니며, 동료 선수들에게 공간을 열어주어 득점 기회를 제공 하고, 동료의 크로스를 헤딩으로 연결하여 득점하기도 하며, 상대 수비수의 뒷공간을 파고들어 오프사이드 트랩을 무너트려 골을 넣기도 한다.
센터포워드는 등번호로 주로 "9번"을 선호하는데, 이는 1933년 FA컵 결승전에서 활약한 에버턴 FC의 딕시 딘이 9번 유니폼을 입은 것으로부터 유래하였다 여겨지며  J리그에서는 1993년부터 1996년까지 선발 멤버가 1번  ~ 11번, 대기 멤버가 12~16번을  착용할 당시 공격형 미드필더가 9번, 공격 투톱이 10~11번을 달았고 1994년 K리그에서도 공격형 미드필더가 9번, 공격 투톱이 10~11번을 착용했다.

### 타겟맨
센터포워드 중에서 높이 떠오른 공에 대해 경합하여 팀원에게 연결하는 역할을 주로 하는 선수를 지칭하여 타겟맨(영어: target man)이라 한다. 타겟맨에게는 높은 신장과 강한 피지컬, 그리고 좋은 헤더 능력이 주로 요구된다. 타겟맨에게는 득점을 많이 하는 것보다, 볼에 대한 경합을 이겨내 최전방에서의 소유권을 가져오는 것이 주된 임무로 자리 잡았다.

## 스트라이커
시간이 흐르며 중앙 공격수는 강한 근력을 가진 신체 뿐만 아니라, 빠른 스피드도 요구되었다. 빠른 발을 활용해 수비진을 돌파하며 스스로 찬스를 만들어내고 득점에 특화된 스트라이커(영어: striker)가 그 유형이다. 스트라이커는 센터 포워드와 마찬가지로 득점이 최우선 임무로 주어진 역할이다. 2000년대 초반 이러한 유형의 선수들이 많이 등장했으며, 브라질의 호나우두가 가장 대표적인 선수였다. 이 유형의  선수들은 때때로 9번을 입기도 하였으나, 대체로 10번을 선호하였으며 2000년대 이후 팀의 주전 스트라이커들이 14번을 선호한다.

## 센터포워드와 스트라이커의 차이
스트라이커는 공격수 중 가장 득점에 특화된 공격수로 볼 수 있는데 이런 득점에 특화된 공격수를 주로 윙 포워드 등등이 아닌 센터 포워드로 기용하는 경우가 많고 여러 가지 공통점이 많기 때문에 명확하게 차이점을 설명하기 힘들다.
그렇기 때문에 센터포워드와 스트라이커는 서로 바꾸어 사용할 수 있는 용어로 볼 수도 있는데 개념적으로 가장 득점에 특화된 공격수가 스트라이커이기 때문에 스트라이커가 센터포워드가 될 수는 있지만 모든 센터포워드가 스트라이커일 수는 없다고 할 수 있다.

## 세컨드 스트라이커

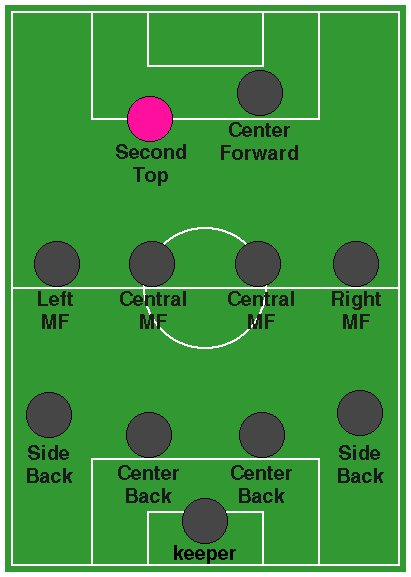
세컨드 스트라이커 위치

세컨드 스트라이커(영어: second striker) 또는 섀도우 스트라이커(영어: shadow striker)는 전통적인 공격수이기보다는 최전방 공격수와 미드필더 사이에 위치하는 유형의 선수를 가리킨다. 세컨드 스트라이커는 중앙 공격수가 많은 역할을 소화하지 못할 때, 그 역할을 보조하기 위해 태어난 역할이다. 이는 과거의 인사이드 포워드의 역할로부터 이어져 온 것으로 여겨진다. 이 역할을 맡은 선수들은 4-4-2, 4-3-1-2, 3-5-2 등 두 명의 공격수를 사용하는 포메이션에서 공격수 중 한 명으로 배치되며, 주로 최전방 공격수를 돕는 역할을 하면서 직접 득점하는 역할도 한다. 이 유형을 소화하기 위해서 공격수의 역할과 공격형 미드필더의 역할을 두루 소화하는 선수가 선호되며, 기술력과 패스 능력, 연계 능력 등이 요구된다. 이 역할은 공격형 미드필더나 플레이메이커로도 설명되는 아르헨티나의 디에고 마라도나가 가장 대표적인 선수였으며, 이 역할을 맡은 선수들은 등번호 10번을 주로 선호하였다. 이탈리아어로는 리피니토레(이탈리아어: Rifinitore) 혹은 세콘다 푼타(이탈리아어: Seconda Punta)로도 알려져 있다.

### 인사이드 포워드

2–3–5 포메이션: 빨간 점의 선수 중 중앙 공격수를 호위하는 두번째와 네번째 선수가 인사이드 포워드이다.

19세기 말부터 20세기 중반까지 인사이드 포워드는 크게 유행하였다. 이 선수들은 상대방 진영에서 뛰어다니며 공간을 창출하여 중앙 공격수의 역할을 극대화시키는 데 도움을 주던 역할을 맡았다. 과거에는 주로 다섯 명의 선수가 공격수로 나섰으며, 인사이드 포워드들은 중앙 공격수 바로 양 옆에 위치하였다.

## 윙어

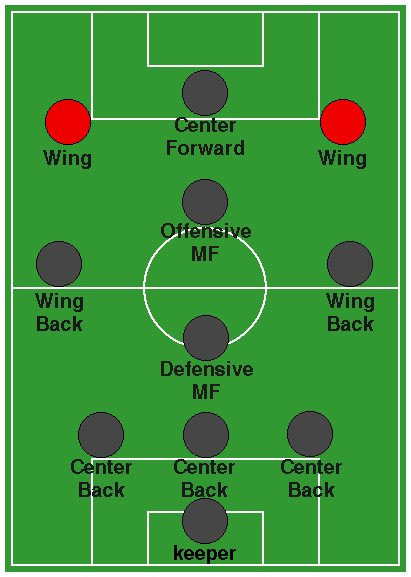
윙어 위치

윙어(영어: winger 또는 wide player)라고 부르는 이 포지션은 어태킹 서드에 위치하면서, 사이드라인에 가깝게 위치한 선수들을 칭한다. 예를 들어, 4-3-3, 3-4-3 포메이션에 배치될 때는 대체로 공격수로 분류된다.(4-4-2, 4-5-1, 4-2-3-1 등의 포메이션에 배치되는 윙어는 대체로 미드필더로 분류된다.) 4-3-3, 3-4-3 포메이션에서의 윙어는 전방 공격수 중 좌우 측면에 배치된 공격수를 말한다. 이 포지션은 과거 아웃사이드 포워드의 역할로부터 이어져 왔다.
기본적으로 윙어는 드리블 등으로 상대편의 풀백을 공략하며 크로스를 올리는 것을 목적으로 배치된다. 이 포지션의 선수는 드리블 면에서 기술적으로 매우 뛰어난 선수가 많으며, 빠른 속도를 지니고 있는 경우가 많다. 윙어는 양쪽 측면 넓은 곳에서 상대편의 풀백의 수비를 피해 컷-백이나 크로스를 올리는 역할과 공격수로서 중앙으로 침투하여 패스나 직접적인 득점도 필요하다. 윙어는 드리블, 스피드, 개인기, 크로스, 패스, 킥력이 뛰어나며, 또한 측면에 배치된 공격수로서 중앙 침투와 슈팅력, 득점력도 요구된다.

### 인버티드 윙어
전통적으로 윙어들은 자신의 위치와 자신의 주 사용 발을 같이 했다. 예를 들어 오른발잡이
윙어는 오른쪽 윙어로 활약했는데, 2010년대에 들어서 반대발 사용 선수를 활용하기 시작했다. 인버티드 윙어(영어: inverted winger)로 불리는 이 역할은 선수가 경기장 측면에서 시작하여 안쪽으로 침투하고, 중앙 부근에서 자신의 주 사용 발로 슈팅을 날려 득점을 노리기 위해 고안되었다. 이 전술은 FC 바르셀로나의 감독이었던 프랑크 레이카르트가 왼발을 주로 쓰는 리오넬 메시를 오른쪽 윙어로 활용하기 시작했던 것이 유래였다. 예전 2002 한일 월드컵에서는 왼쪽 윙에 이영표와 설기현, 오른쪽 윙에는 박지성이 있었고, 현재 들어서는 손흥민이 왼쪽 윙을 맏고 있다.

## 폴스 나인

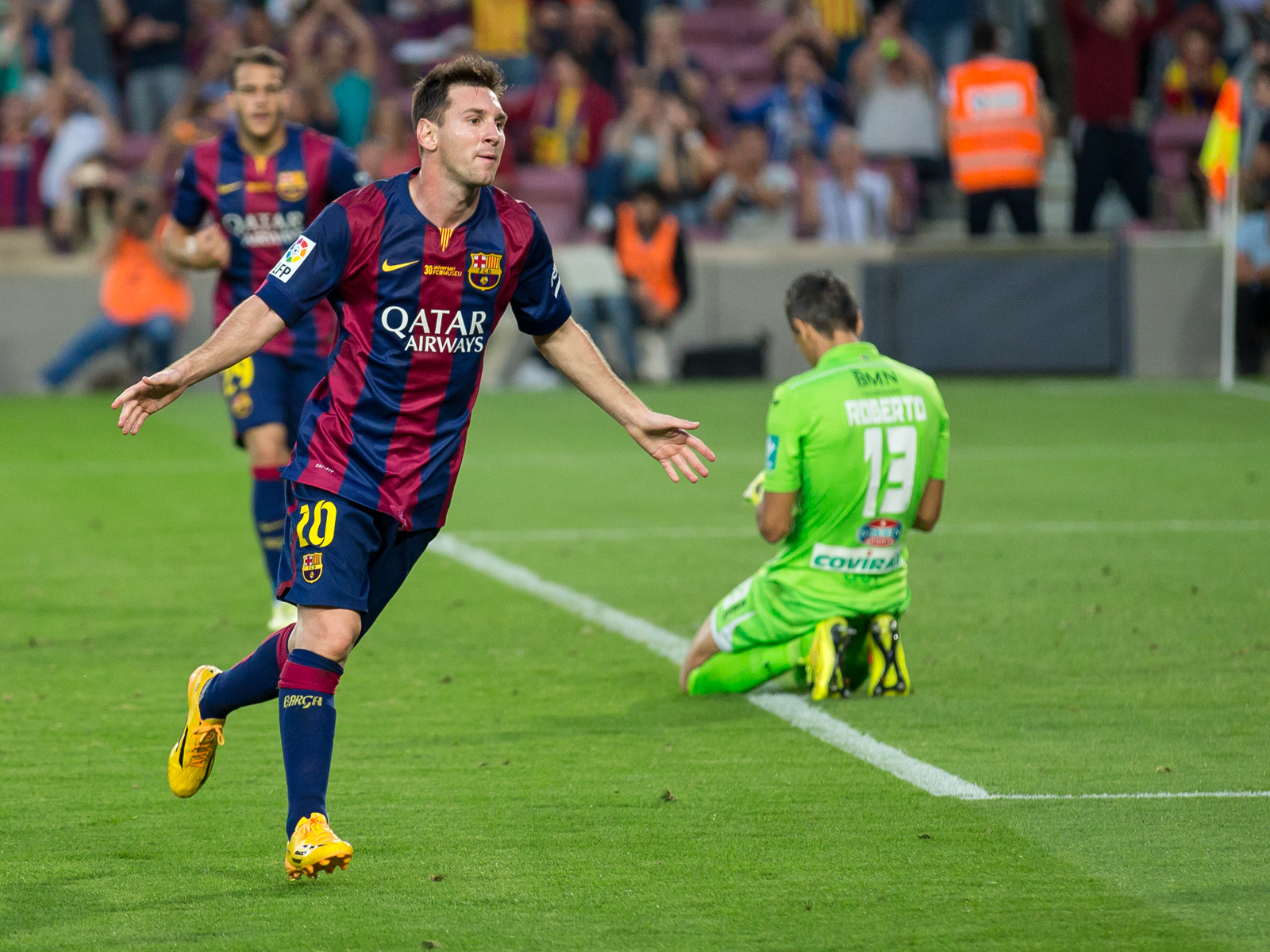
FC 바르셀로나의 리오넬 메시는 폴스 나인의 대표적인 선수다.

폴스 나인(영어: false 9, 가짜 공격수) 유형의 공격수가 있다. 최전방에 중앙 공격수를 두지 않는 제로톱(영어: Zero-top) 전술에 기용된다. 중앙 공격수가 "9번"으로 대표되며, 전통적인 중앙 공격수의 역할의 선수가 아니기 때문에 이러한 명칭이 붙었다. 이들은 독특한 유형의 공격수로, 상대팀 수비수와 밀접하여 위치를 사수하던 전통적인 중앙 공격수와 다르게, 미드필드 깊숙이 내려와 플레이에 관여하기도 한다.
폴스 나인의 주된 목적은 센터백의 위치를 지키는 데 혼란을 야기하여 공간을 창출한 뒤, 공격진에 들어온 다른 선수들에게 공을 넘겨주는 데에 있다. 이 부류의 공격수는 최전방에 배치되는 선수는 아니며, 어태킹 서드와 미드필드 서드를 아우르는 움직임을 가진다. 그렇기 때문에 포지션에 구애 받지 않고 자유롭게 움직이는 공격수이다. 이들은 상대 수비를 끌고다니며 직접 득점하거나 어시스트로 동료를 돕기 위해, 빈공간을 파고드는 침투능력과 드리블 능력, 득점력, 패싱력 모두 필요하다.
AS 로마의 루치아노 스팔레티는 프란체스코 토티를 폴스 나인으로 활용한 "4-6-0" 포메이션을 활용하였고, 이 전술로 11경기 연승을 거두었다. 이 역할은 이탈리아어로 트레콰르티스타(이탈리아어: Trequartista)라 불렸다.
UEFA 유로 2012에 참가한 스페인 감독 비센테 델 보스케는 정통 스트라이커 페르난도 토레스 대신 세스크 파브레가스를 몇몇 경기에서 폴스 나인으로 활용하였다. 2012년 이후 세계 축구계에 폴스 나인이 대유행하였다.
폴스 나인으로 가장 대표적인 선수는 파리 생제르맹의 리오넬 메시와 리버풀의 호베르투 피르미누가 있다.

## 같이 보기
- 축구의 포지션
- 축구의 포메이션